# Стил (гора)
Стил (англ. Mount Steele, фр. Mont Steele) — гора в составе Гор Святого Ильи, расположенная в Юконе (Канада). Имея высоту 5073 метра над уровнем моря, Стил занимает 11-е место в списке самых высоких гор Северной Америки и 5-е место в аналогичном списке для Канады.
Гора получила своё имя в честь Сэма Стила (1849—1919), офицера Северо-Западной конной полиции, неоднократно отличившегося при несении службы во время «Золотой лихорадки».
Впервые гора была покорена в августе 1935 года экспедицией под руководством Уолтера Вуда. В состав группы, кроме самого Вуда, входили его жена, швейцарский проводник и три альпиниста. Подъём на вершину был совершён с восточной стороны, со стороны озера Клуэйн. Непосредственно на вершину тогда поднялись лишь четверо из группы: жена предводителя и один из альпинистов остались в лагере. Почти весь путь от отметки 4570 м над уровнем моря до вершины отряду пришлось проделать на четвереньках в связи с особенностями рельефа и погодными условиями.